# 東かがわ市立白鳥中学校
東かがわ市立白鳥中学校（ひがしかがわしりつ しろとりちゅうがっこう）は、香川県東かがわ市にあった公立中学校。

## 沿革
- 1947年　白鳥中学校、白鳥本町中学校、福栄中学校、五名中学校が創立
- 1949年　白鳥中学校と白鳥本町中学校が統合し、白鳥中学校となる
- 1972年　白鳥中学校と福栄中学校と統合し、白鳥中学校となる
- 1975年　白鳥中学校と五名中学校と統合し、白鳥中学校となる
- 2003年4月1日 - 大川郡白鳥町が同郡大内町、引田町と合併、東かがわ市が発足したのに伴い、東かがわ市立白鳥中学校と改称。
- 2020年 - 校区内の小学校と統合し、東かがわ市立白鳥小中学校になる。

## 通学区域
- 東かがわ市
  - 湊、松原、伊座、帰来、白鳥、西山、東山、与田山、入野山、五名

以下の3小学校区。
- 東かがわ市立本町小学校
- 東かがわ市立白鳥小学校
- 東かがわ市立福栄小学校

## 周辺
- 東かがわ市役所
- 白鳥郵便局
- 湊川
- マルナカ白鳥店

## アクセス
- JR高徳線、 讃岐白鳥駅から南へ約2km
- 大川バス 中学校前にて下車
- 国道318号沿い

## 著名な出身者
- 三好大倫 - プロ野球選手（中日ドラゴンズ）